# Copulabyssia leptalea
Copulabyssia leptalea là một loài ốc biển, là động vật thân mềm chân bụng sống ở biển thuộc họ Pseudococculinidae.

## Miêu tả
Độ dài vỏ lớn nhất ghi nhận được là 4 mm.

## Môi trường sống
Độ sâu nhỏ nhất ghi nhận được là 534 m. Độ sâu lớn nhất ghi nhận được là 3834 m.